# NGC 1397
NGC 1397 este o galaxie lenticulară situată în constelația Eridanul. A fost descoperită în 30 septembrie 1786 de către William Herschel. Se află la o distanță de 73,99 de megaparseci de Pământ.